# Dastak (film, 1970)
Ne doit pas être confondu avec Dastak (film, 1996).
Dastak est un film indien réalisé par Rajinder Singh Bedi, sorti en 1970. Ce film est connu pour les récompenses qu'il a fait gagner à ses acteurs principaux (Sanjeev Kumar et Rehana Sultan) et à Madan Mohan, qui composa les chansons.

## Synopsis
Une femme emménage dans un appartement précédemment occupé par une prostituée. Toute la journée, des hommes n'arrêtent pas de frapper à sa porte.

## Fiche technique
- Titre : Dastak
- Réalisation : Rajinder Singh Bedi
- Scénario : Rajinder Singh Bedi
- Musique : Madan Mohan, Minoo Katrak, Lata Mangeshkar, Mohammed Rafi, Majrooh Sultanpuri, R.L. Suri, Ghanshyam
- Directeur de la photographie : Kamal Bose
- Montage : Hrishikesh Mukherjee
- Décorateur : Sudhendu Roy
- Pays d'origine :  Inde
- Langue : hindi
- Sociétés de production : Dachi Films
- Longueur : 140 minutes
- Format : Noir et blanc - Mono
- Laboratoire : Famous Cine Lab
- Dates de sortie :
  -  Inde : 31 décembre 1970

## Distribution
- Sanjeev Kumar
- Rehana Sultan
- Anju Mahendru
- Shakeela Bano Bhopali
- Kamal Kapoor
- Manmohan Krishna
- Anwar Hussain
- Niranjan Sharma
- Jagdev
- Yash Kumar

## Récompenses
- 1971 : National Film Award for Best Actor pour Sanjeev Kumar
- 1971 : National Film Award for Best Actress pour Rehana Sultan
- 1971 : National Film Award for Best Music Direction (en) pour Madan Mohan
- 1972 : Filmfare Awards pour Kamal Bose (meilleure photographie en noir et blanc)